# Kaika
Kaika (jap. (開化天皇, かいかてんのう, Kaika-tennō) (7. godina cara Kōgena/208. pr. Kr. - 9. dan 4. mjeseca 60. godine cara Kaike/23. svibnja 98. pr. Kr.) bio je 9. japanski car  prema tradicijskom brojanju. Bio je poznat kao Wakayamatonekohikooobibi no Mikoto (稚日本根子彦大日日尊, わかやまとねこひこおおびびのみこと).
O nadnevku njegova rođenja ne postoje pouzdani izvori. Konvencijski se uzima da je vladao od 22. prosinca 158. pr. Kr./157. pr. Kr. do 23. svibnja 98. pr. Kr. (157. pr. Kr. do 98. pr. Kr.)